# Electro (Marvel Comics)

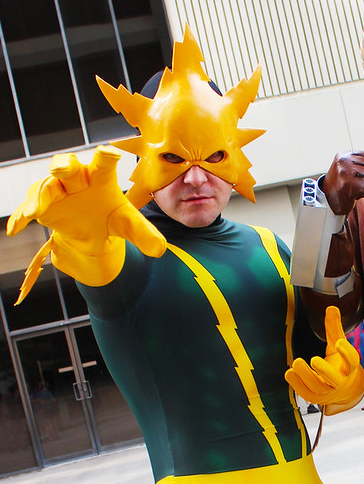
Electro

Electro je superpadouch z komiksů firmy 	Marvel Comics. Poprvé se objevil v sešitu Amazing Spider-Man č. 9. v únoru 1964.
Přezdívka: Rheinholdt Kragor
Vlastním jménem: Maxwell Electro Dillon
Vznik: Pomocí krystalické tekutiny do sebe absorboval elektrické pole
Stvořil: Red Skull
Dovednosti: Jakékoliv statické kolem něj přemění na elektřinu
Zahubil: Spiderman – pomocí elektrického uzemňovače a hromosvodu

## Historie & vznik
Jako člověk se velice silně toužil stát mocným a nepřekonatelným. Svoji sílu si vždy představoval jako nějaký silný přírodní živel, kterým by mohl přemoci ty, již ho utlačovali od útlého věku. Pomoc mu nabídl zlosyn, za 2. světové války známý též jako komiksová postavička Red Skull. Za odměnu požadoval jeho věrnou doživotní službu v boji proti pozdějšímu úhlavnímu nepříteli – Spidermanovi.